# Ferdinand Cavallera
Ferdinand Cavallera est un jésuite français, professeur de théologie positive à la Faculté de théologie de l'Institut catholique de Toulouse, né au Puy-en-Velay le 26 novembre 1875, et mort à Toulouse le 10 mars 1954.

## Biographie
Ferdinand Cavallera est né au Puy-en-Velay de parents d'origine piémontaise, d'Ailoche dans la province de Biella. Il est entré jeune à l'école apostolique de la Compagnie de Jésus à Bordeaux où il a suivi ses études secondaires jusqu'à la classe de philosophie. Il est entré dans le noviciat de la Province de Toulouse réfugié à Vitoria, 11 novembre 1892. Son maître des novices a été le père Besson qu'il a retrouvé plus tard à l'Institut catholique de Toulouse où il a été professeur puis doyen honoraire de la Faculté de droit canonique. Ses premiers vœux sont prononcés le 13 novembre 1894. Pendant deux années il est étudiant en lettres dans la maison de Sainte-Marie-des-Champs, à Toulouse, puis auditeur de philosophie, en 1897, à Uclès, dans le château des chevaliers de Saint-Jacques-de-l'Épée, puis pendant deux ans à Vals-près-le-Puy. Dans les six années qui ont suivi son noviciat, il a étudié et enseigné le latin, le grec et le français, appris à parler l'espagnol et l'italien et à lire l'anglais et l'allemand. Devenu « régent », il enseigne la grammaire et les humanités au « juvénat » de Sainte-Marie-des-Champs, en 1900, l'année suivante la rhétorique au collège de Montpellier en même temps qu'il prépare une licence ès lettres. En 1902 et 1903, il enseigne la rhétorique supérieure aux « juvénistes » repliés dans les îles Anglo-Normandes, à Jersey où règne l'influence du père jésuite Georges Longhaye (1839-1920) et où il a pour collègue le frère Adhémar d' Alès (1861-1938). Pierre Teilhard de Chardin y a été élève.
En septembre 1903, il a commencé à Enghien, en Belgique, ses études de théologie au moment où la crise moderniste allait atteindre son extrême acuité avec la mise à l'Index de  cinq livres d'Alfred Loisy, le 16 décembre 1903. La théologie enseignée à Enghein était proche celle du séminaire de Wurtzbourg.
Au cours de sa troisième année de théologie, il présente à la Faculté des lettres de l'Université de Paris, le 26 janvier 1906, deux thèses sur la patristique. La thèse principale, Le schisme d'Antioche (IVe – Ve siècle), était patronnée par Aimé Puech. La thèse complémentaire en latin est une édition critique d'une pièce en grec qu'il avait découverte à Leyde. Cette soutenance a fait l'objet d'un compte-rendu par Adhémar d'Alès. Ces deux thèses sur le schisme d'Antioche font l'objet d'une critique par Louis Saltet ans le Bulletin de littérature ecclésiastique et une réponse de Ferdinand Cavallera dans la même revue. Louis Saltet doute que l'homélie attribuée à Eustathe soit bien de lui et critique la thèse française en écrivant qu'« une érudition très étendue ne suffisent pas pour étudier la littérature patristique. Il y faut la connaissance des dogmes. Il est nécessaire de prendre au sérieux l'idée de développement théologique et d'en faire un instrument de critique ». Si les critiques de Louis Saltet sont justifiées, les deux thèses ont reçu le prix Zappas de l'Association pour l'encouragement des études grecques. Il a reçu l'ordination sacerdotale le 26 août 1906 en même temps que Joseph de Guibert. Il reste encore deux ans en Belgique pour terminer ses études, à 's Herenelderen, puis à Louvain où il est inscrit en patrologie et se forme aux langues orientales. Il noue des relations avec le père Joseph de Ghellinck. Ses études ne sont pas interrompues par le service militaire car il n'est pas encore naturalisé français.
Après le décès du père Eugène Portalié, professeur de théologie positive de l'Institut catholique de Toulouse, le 20 décembre 1909, cette chaire lui est proposée. Il est nommé professeur de théologie positive et bibliothécaire à la faculté de théologie. Il a enseigné à l'Institut catholique de Toulouse jusqu'à la fin de l'année scolaire 1950-1951. Il a rédigé deux articles sur la théologie dans le Bulletin de littérature ecclésiastique, en 1910 sur la théologie historique, et en 1925 sur la théologie positive. Il a écrit dans le second : « Si on va au fond des choses, on se rend compte aisément que des deux sources de savoir, déjà reconnues par la philosophie antique, auctoritas et ratio, c'est l' auctoritas qui constitue l'objet propre de la théologie positive, la ratio étant celui de la scholastique. L'auctoritas, c'est l'ensemble des témoignages nous apportant la révélation divine, la ratio c'est la spéculation s'exerçant à l'occasion de ces témoignages... : où l'on voit à la fois la distinction la distinction et l'union nécessaire de ces deux disciplines pour la constitution de la science sacrée ». Il ajoute « la première tâche de la positive doit donc être de recueillir aussi exactement que possible les documents du magistère ecclésiastique depuis l'origine et de tenir à jour le répertoire où l'enseignement soit solennelle, soit ordinaire, se fait l'écho de la vérité révélée ».
Il a aussi assuré un cours sur la doctrine sociale de l'Église et, pendant quelques années, un cours sur la littérature italienne.
Il a été un des premiers collaborateurs du père Joseph de Guibert à la fondation de la Revue d'Ascétique et de Mystique, en 1920. Il est devenu le directeur de cette revue à partir de 1928 jusqu'à sa mort, en 1954. Il a été avec le père Joseph de Guibert un des principaux collaborateurs du Dictionnaire de Spiritualité ascétique et mystique dirigé par le père Viller, en 1928. Il a dirigé le Bulletin de Littérature Ecclésiastique, revue de l'Institut catholique de Toulouse, de 1928 jusqu'à sa mort.
Ses principales œuvres concernent la patristique. Il a commencé en 1906 avec sa thèse de doctorat ès lettres sur le schisme d'Antioche avec une thèse complémentaire latine sur un sermon d'Eusthate d'Antioche. En 1908, il a rédigé une étude sur Saint Athanase, puis un index de la Patrologia Graeca de Jacques-Paul Migne, en 1912, et un Thesaurus doctrinae catholicae, ex documentis Magisterii ecclesiastici, en 1920, similaire à celle de Dezinger. Son ouvrage principal a été consacré à la vie et l'œuvre saint Jérôme inaugurant la collection Spicilegium Sacrum Lovaniense. La première partie publiée comprend deux tomes. Le premier tome est divisé en cinq  livres racontant sa jeunesse et son premier séjour en Orient (347-382), son séjour à Rome (382-385), ses premières années à Bethléem (385-402), son intervention dans la polémique origéniste (391-402), ses dernières années (403-419). Le tome 2 contient la chronologie de saint Jérôme et des notes complémentaires. La seconde partie qui devait traiter de sa théologie n'a pas été rédigée. En 1923, il a obtenu pour cet ouvrage le prix Thérouanne de l'Académie française.
Il a publié un Précis de la doctrine sociale de l'Église, en 1931 et 1937, à la suite de ses cours. Il a rédigé de nombreux articles sur la théologie spirituelle dans les revues qu'il dirigeait et pour le Dictionnaire de Spiritualité. Il a travaillé à une édition critique en quatre volumes des Lettres spirituelles du père Jean-Joseph Surin, en collaboration avec le père L. Michel.

## Publications
- Le schisme d'Antioche (IVe – Ve siècle), Alphonse Picard et fils éditeurs, Paris, 1905 (lire en ligne) (thèse principale pour le doctorat ès lettres de Paris)
- S. Eustathii episcopi Antiocheni in Lazarum, Mariam et Martham homilia christologica nunc primum e codice Gronoviano edita cum commentario de fragmentis Eustathianis. Accesserunt fragmenta Flaviani I Antiocheni, Picard, Parisiis, 1905 (thèse complémentaire pour le doctorat ès lettres à Paris - Traduction : « Homélie christologique sur Lazare, Marie et Marthe, de saint Eustathe, évêque d'Antioche, éditée pour la première fois, d'après le manuscrit de Grovonius, avec un commentaire sur des fragments d'Eustathe, auxquels on a ajouté des fragments de Flavien, évêque d'Antioche »)
- Saint Athanase 295-373, Librairie Bloud et Cie, Paris, 1908 (lire en ligne)
- « L'interprétation du chapitre VI de saint Jean, une controverse exégétique au concile de Trente », dans Revue d'Histoire Ecclésiastique, Louvain, 1909
- Patrologiæ cursus completus accurante J.-P. Migne, series græca. Indices, Apud Fratres Garnier editores, Pariis, 1912 (lire en ligne)
- Ascétisme et liturgie, Gabriel Beauchesne, Paris, 1914
- Thesaurus doctrinae catholicae, ex documentis Magisterii ecclesiastici, Beauchesne, Paris, 1920, compte rendu par Jean Rivière, dans Revue des Sciences Religieuses, 1921, tome 1, no 1, p. 93
- Saint Jérôme. Sa vie et don œuvre, Librairie ancienne Honoré Champion, Paris, Spicilegium Sacrum Lovaniense, Louvain, 1922 Première partie, tome 1, Première partie, tome 2
- Lettres spirituelles du P. Jean-Joseph Surin, édition critique de Ferdinand Cavallera et Louis Michel, éditions de la Revue d'Ascetique et de Mystique, Toulouse, 1926, tome 1, 1630-1639, 1928, tome 2, 1640-1659
- Précis de la doctrine sociale catholique, Éditions Spes, Paris, 1931 et 1937
- sous la direction de Marcel Viller, avec la collaboration de Ferdinand Cavallera et Joseph de Guibert, Dictionnaire de spiritualité ascétique et mystique, doctrine et histoire, 1937-1994

### Bulletin de littérature ecclésiastique
- « Le schisme d'Antioche », 1906, tome 7, p. 201-211 (lire en ligne)
- « Le dossier patristique de Timothée Aclure », 1909, tome 10, p. 342-359 (lire en ligne)
- « L'évolution des dogmes selon M. Guignebert », 1910, tome 11, p. 60-82 (lire en ligne)
- « Quelques notes sur la formation intellectuelle du clergé », 1910, tome 11, p. 191-196 (lire en ligne)
- « Revue de l'ancienne littérature ecclésiastique », 1910, tome 11, p. 382-398 (lire en ligne)
- « L'Histoire ancienne de l'Église par Mgr Duchesne et l' Unità Cattolica », 1910, tome 11, p. 399-404 (lire en ligne)
- « La théologie historique », 1910, tome 11, p. 426-434 (lire en ligne)
- « La Carboneria moderniste et les instituts catholiques français », 1910, tome 11, p. 445-450 (lire en ligne)
- « Le P. A. Palmieri et la théologie orthodoxe », 1911, tome 12, p. 72-84 (lire en ligne)
- « Revue de l'ancienne littérature chrétienne », 1911, tome 12, p. 334-347
- « Suarez et la doctrine catholique sur l'origine du pouvoir civil », 1912, tome 13, p. 97-119 (lire en ligne)
- « Revue de l'ancienne littérature chrétienne », 1912, tome 13, p. 357-380, p. 400-419
- « À propos d'un compte rendu de P. Cavallera sur l'ouvrage Nestorius et la controverse nestorienne de le R. P. Jugie. Réponse du R. P. Jugie », 1913, tome 14, p. 769-88 (lire en ligne)
- « Le trésor de la foi orthodoxe de Nicetas Acominatos Choniate », 1913, tome 14, p. 124-137 (lire en ligne)
- « Le décret du concile de Trente sur le péché originel », 1913, tome 14, p. 241-258, p. 289-315
- « Ascétisme et liturgie », 1914, tome 15, p. 49-68, [https://gallica.bnf.fr/ark:/12148/bpt6k5674607k/f102.image p. 97-107
- « Revue de l'ancienne littérature chrétienne », 1914, tome 15, p. 165-178, p. 222-233
- « Le décret du Concile de Trente sur les sacrements en général (VIIe session) », 1914, tome 15 p. 361-377, p. 401-425, 1915-1916, tome 16 p. 17-33, p. 66-88, 1918, tome 19, p. 161-181
- « Saint Augustin et le texte biblique ; l'Italia », 1915-1916, p. 365-371, p. 410-428
- « La vision corporelle de Dieu d'après saint Augustin », 1915-1916, p. 460-471 (lire en ligne)
- « Autour de saint Thomas », 1918, p. 115-133
- « Notes d'ancienne littérature chrétienne », 1918, p. 315-322 (lire en ligne)
- « Aux origines de l'ancienne littérature chrétienne », 1941, tome 42, p. 46-53 (lire en ligne)
- « Origène éducateur », 1943, tome 44, p. 61-75 (lire en ligne)
- « La session VI du Concile de Trente sur la justification (13 janvier 1547) », 1943, tome 44, p. 229-238, 1944, tome 45, p. 91-112, p. 220-231, 1945, tome 46, p. 54-64, 1946, tome 47, p. 103-112, 1948, tome 49, p. 21-31, p. 231-240
- « Aux origines des Congrès scientifiques internationaux des catholiques. Lettres inédites à Mgr Duilhé de Saint-Projet », 1944, tome 45, p. 171-179, 1945, to (lire en ligne)]me 46, p. 193-214
- « Une Somme sur l'Assomption », 1947, tome 48, p. 157-165 (lire en ligne)
- « Sources chrétiennes», 1947, tome 48, p. 166-169 (lire en ligne)
- « Chronique d'ancienne littérature chrétienne : les travaux du P. J. de Ghellinck », 1948, tome 49, p. 107-117

### Revue d'histoire ecclésiastique
- « Le De Virginitate de Basile d'Ancyre », 1905, tome 6, p. -14
- « Les Fragments de saint Amphiloque dans l'Hodegos, et le tome dogmatique d'Anastase le Sinaite », 1907, tome 8, p. 473-497
- « L'interprétation du chapitre VI de saint Jean. Une controverse exégétique au concile de Trente », 1909, tome 10, p. 687-709

### Études, publiées par des Pères de la Compagnie de Jésus
- « Un chef-d'œuvre de la littérature apocryphe. Les Psaumes de Salomon », 20 mars 1909, 46e année, tome 118, p. 789-805 (lire en ligne)
- « Bulletin de patrologie », 1909, 46e année, tome 118, p. 710-730 (lire en ligne)
- « Bulletin de patrologie », 1910, 47e année, tome 122, p. 678-696 (lire en ligne)
- « Bulletin de patrologie », 1912, 49e année, tome 131, p. 258-275 (lire en ligne)
- « Bulletin de patrologie », 1913, 50e année, tome 131, p. 372-390 (lire en ligne)

### Nouvelle revue théologique
- « Le prétendu schisme oriental de 343 à 298 », 1909, tome 41, p. 257-271
- « Note sur Ambrosiaster et l'attribution faite par Dom Morin de cet ouvrage à Evagrius d'Antioche », 1914, tome 46, p. 248

### Recherches de science religieuse
- « Saint Augustin et la prophétie de la Saint Mère (Isaïe 7, 14) », 1910, tome 1, p. 380-384 (lire en ligne)
- « La notice de Photius sur saint Justin », 1910, tome 1, p. 487-493 (lire en ligne)
- « Une prétendue controverse sur le Christ-Ange », 1911, tome 2, p. 56-59 (lire en ligne)
- « Amphilochiana », 1912, tome 3, p. 68-74 (lire en ligne)
- « Dominique Soto, O. P. et la clausule Declarat sur l'Immaculée Conception. (Trid. sess. V.) », 1913, tome 4, p. 270-274 (lire en ligne)
- « L'autobiographie de Jeanne des Anges d'après des documents inédits », 1928, tome 18, Mélanges Grandmaison, p. 224-235 (lire en ligne)